# Парк Перемоги (Тирасполь)
Парк «Перемога» — головний парк культури і відпочинку в Тирасполі. З 1947 року — одне з основних місць відпочинку тираспольців і гостей міста. Площа парку — 15 гектарів. Обслуговується муніципальним унітарним підприємством «Тираспольське паркове господарство», на балансі якого інші паркові зони придністровської столиці: парк імені С. Кірова, Центральна набережна річки Дністер, сквер імені Де Волана, сквер по вулиці Комсомольській.

## Історія
Ідея закладки парку належить знаменитому архітектору О. Щусєву, який відвідав Тирасполь після німецько-радянської війни. Парк був закладений у 1947 році на території колишнього плодово-ягідного саду, що розташовувався за східною околицею міста. Назва парку було дана на честь перемоги Радянського Союзу у Другій світовій війні. У центрі парку на перетині алей в 1960 році був встановлений пам'ятник Г. Котовському роботи скульптора Л. І. Дубіновського (нині площа перед пам'ятником — улюблене місце проведення мітингів). З 1968 року в парку діють атракціони. У 1987 році встановлено фонтан. У 2000 здано в експлуатацію будівлю Літньої естради.

## Розташування
Спочатку парк «Перемога» був заміською зоною відпочинку тираспольців на східній околиці міста. Проте в результаті інтенсивного будівництва і зростання Тирасполя в бік сходу і південного сходу парк нині розташований на кордоні Жовтневого житлового району (Балки) і Центрального району міста. Територія парку обмежена вулицями Миру (з боку центрального входу), Полецькою, Царьова і променевих проїздом.

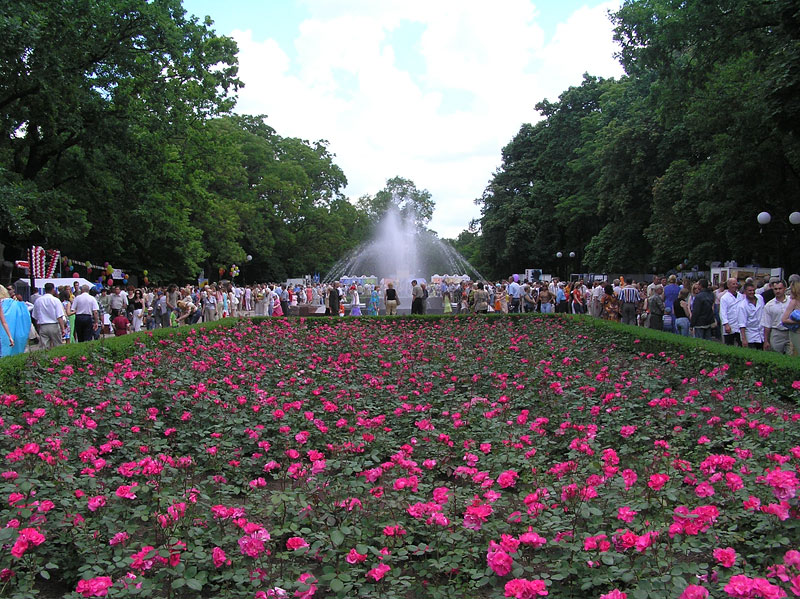
Фонтан у парку Перемоги у святковий день

## Атракціони
Найстаріший атракціон парку — «Повітряна карусель» — був встановлений у 1968 році і діє до цього дня. Серед атракціонів для дорослих діють «Колесо огляду», «Сюрприз», «Човники», «Острівець щастя». Для дітей — «Карнавал», «Сонечко», «Юнга», «Дзвіночок», «Батут», «Паровозик».
Протягом дев'ятнадцяти років — з 1990 по 2009 роки — у парку не було введено в експлуатацію жодного нового атракціону. У 2010 році готується до запуску атракціон «Електромобілі».